# تپه گورستان (حسین‌آباد)
تپه قبرستان (حسین‌آباد) مربوط به دوران‌های تاریخی پس از اسلام است و در شهرستان تاکستان، روستای حسین‌آباد واقع شده و این اثر در تاریخ ۲۸ فروردین ۱۳۸۰ با شمارهٔ ثبت ۳۷۴۲ به‌عنوان یکی از آثار ملی ایران به ثبت رسیده است.